# Smerinthus
Smerinthus es un género de mariposas de la familia Sphingidae. 

## Especies
- Smerinthus atlanticus - Austaut, 1890
- Smerinthus caecus - Menetries, 1857
- Smerinthus cerisyi - Kirby, 1837
- Smerinthus jamaicensis - (Drury, 1773)
- Smerinthus kindermannii - Lederer, 1853
- Smerinthus minor - Mell, 1937
- Smerinthus ocellata - (Linnaeus, 1758)
- Smerinthus ophthalmicus - Boisduval, 1855
- Smerinthus planus - Walker, 1856
- Smerinthus saliceti - Boisduval, 1875
- Smerinthus szechuanus - (Clark, 1938)
- Smerinthus tokyonis - Matsumura, 1921
- Smerinthus visinskasi - Zolotuhin & Saldaitis, 2009

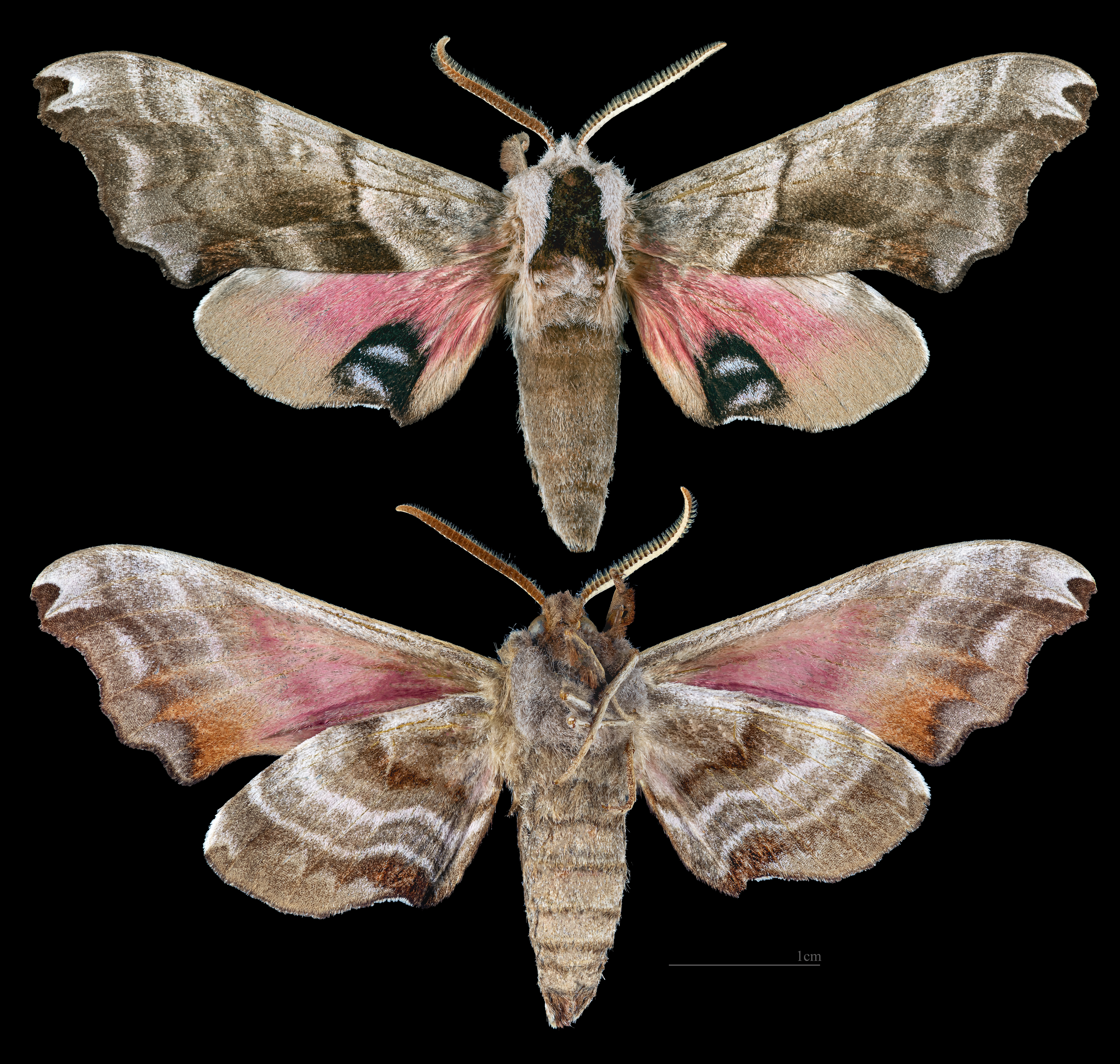
Smerinthus caecus
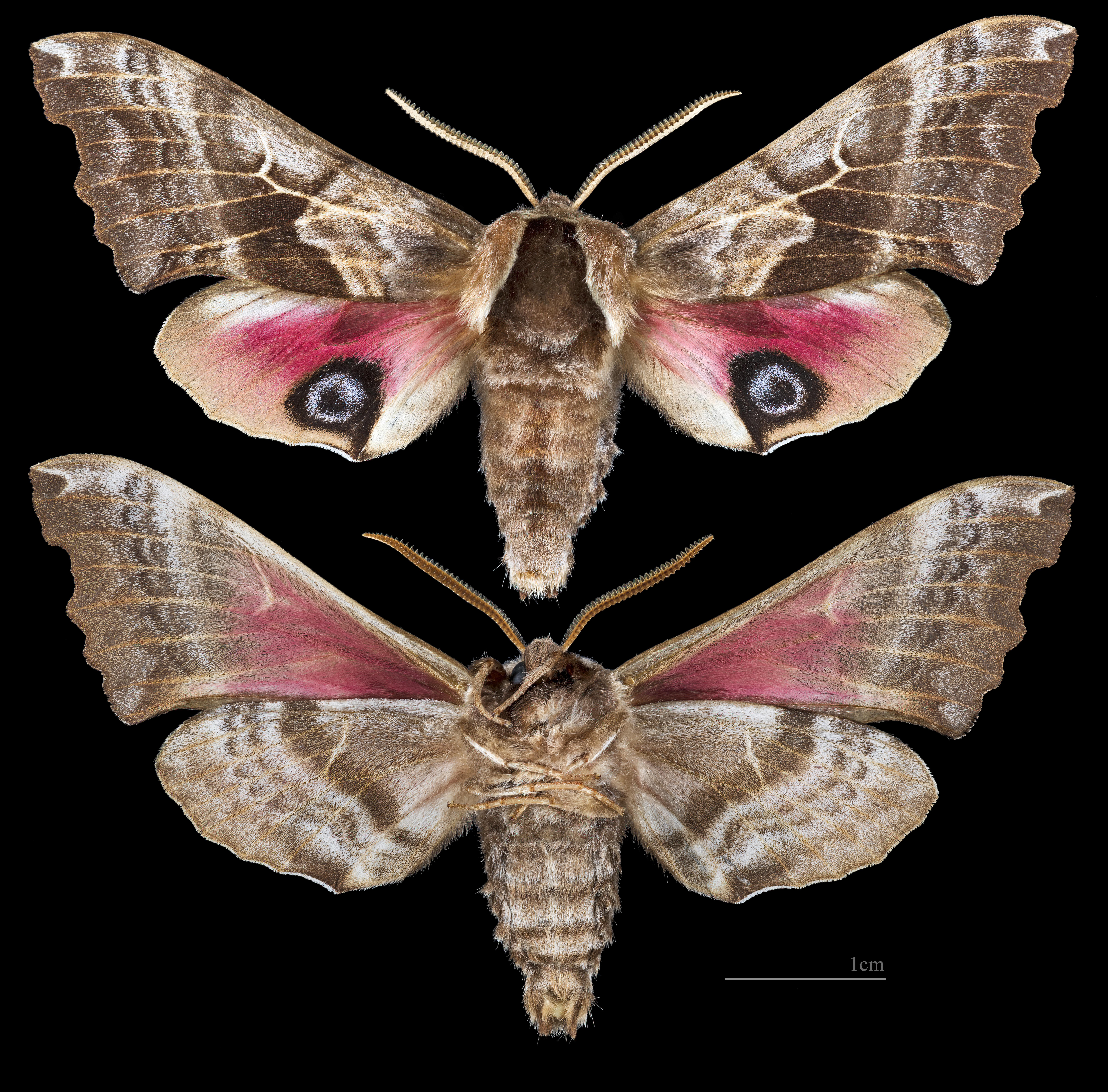
Smerinthus cerisyi
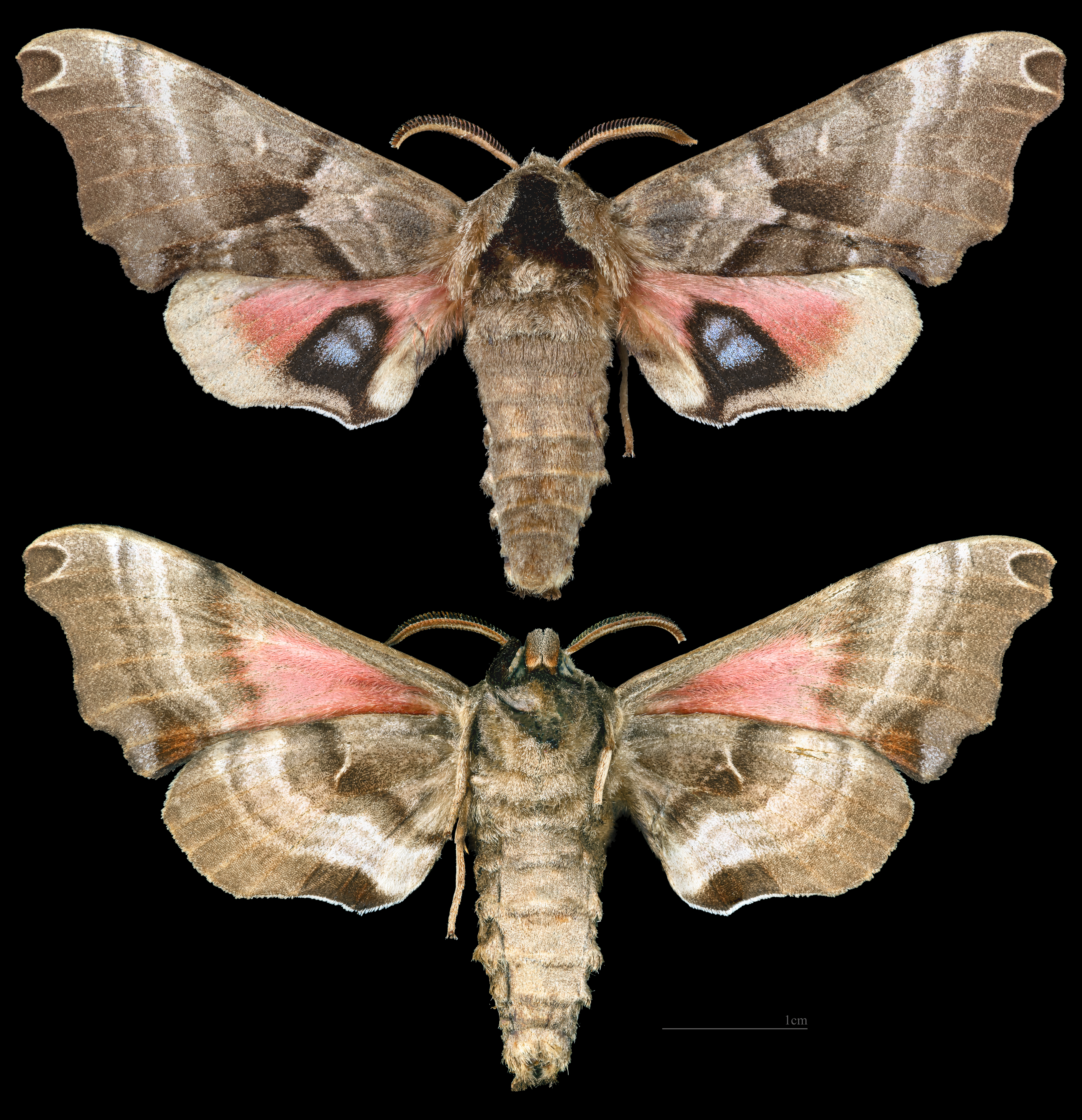
Smerinthus jamaicensis
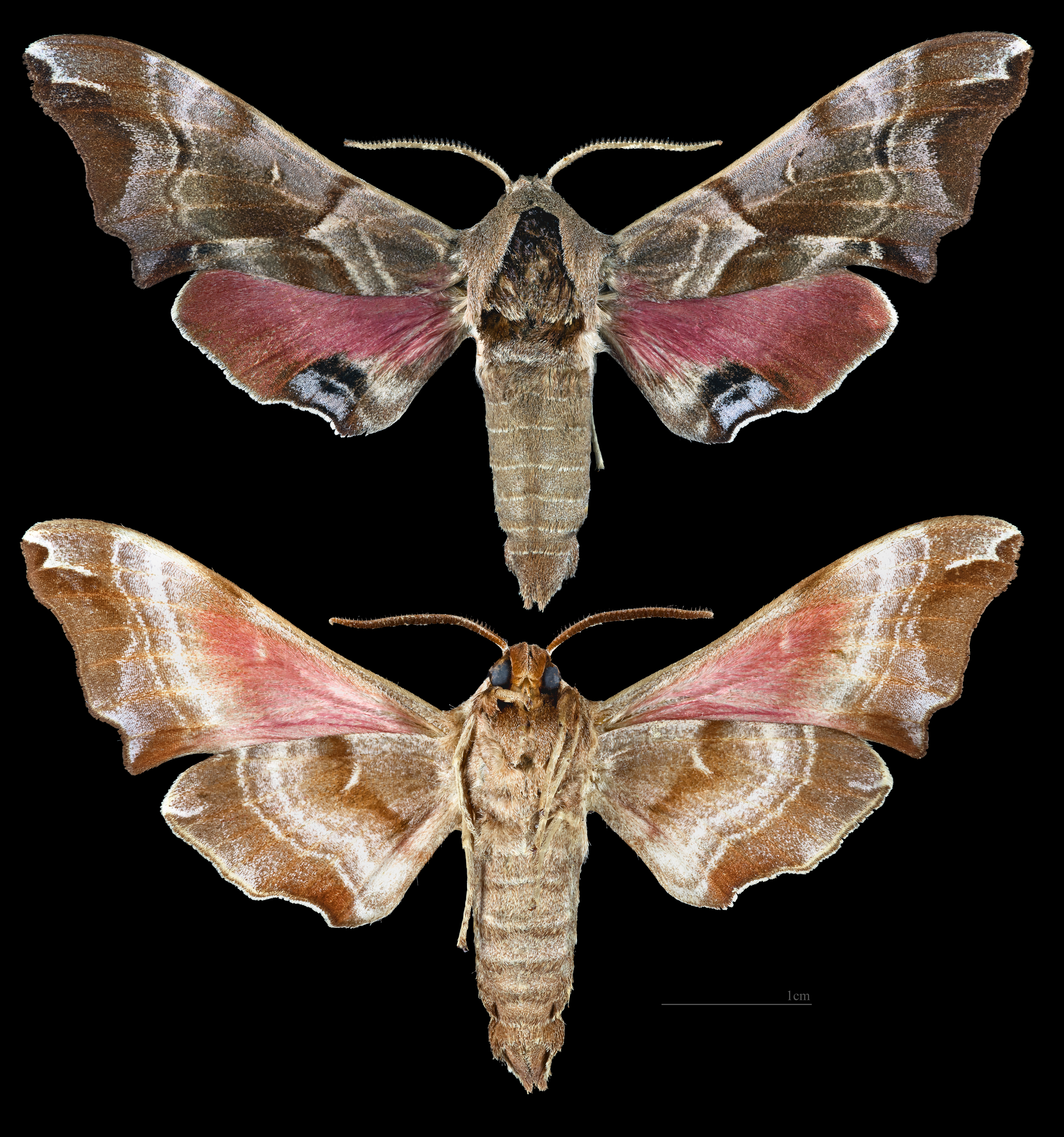
Smerinthus kindermannii
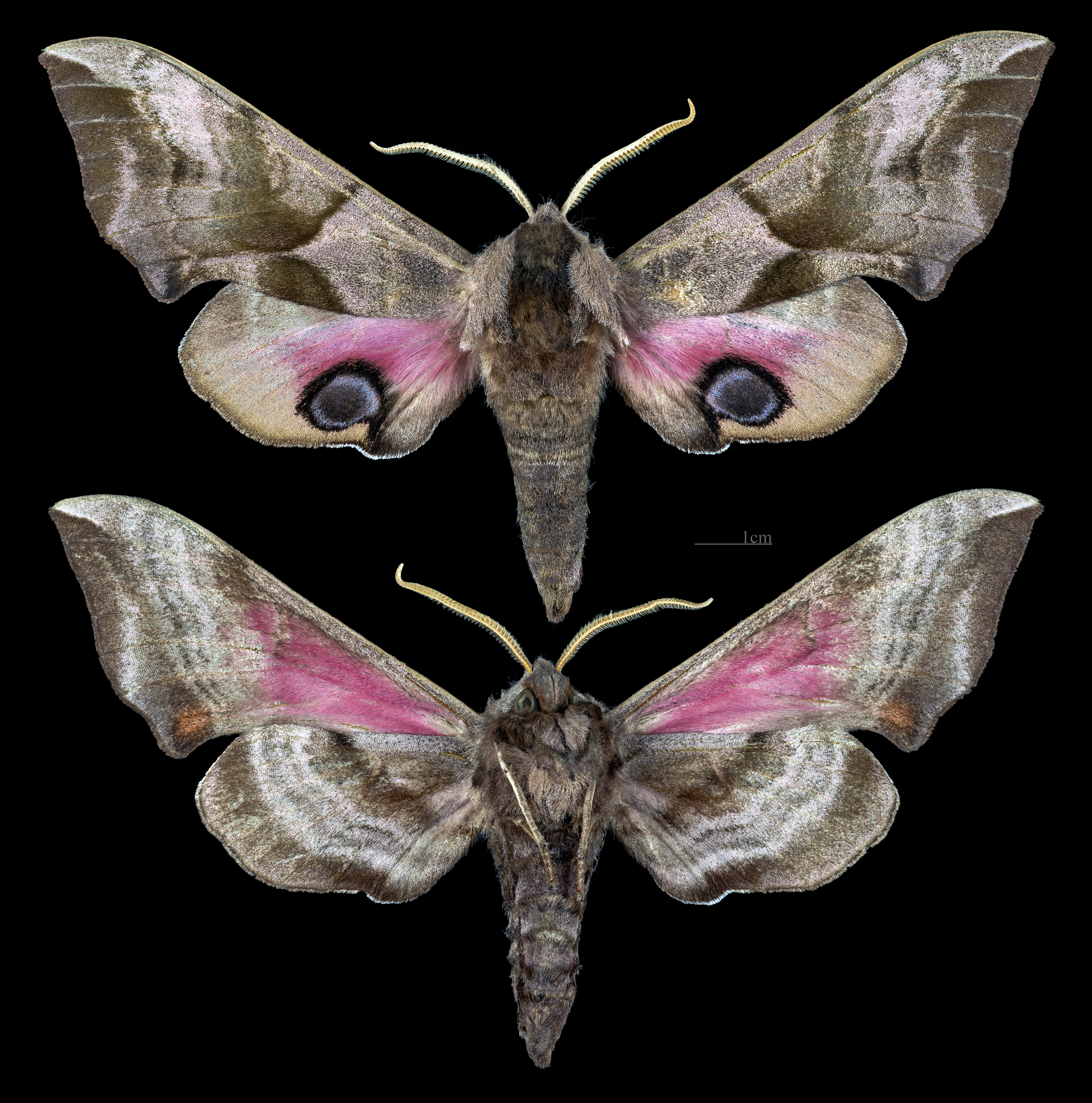
Smerinthus ocellatus
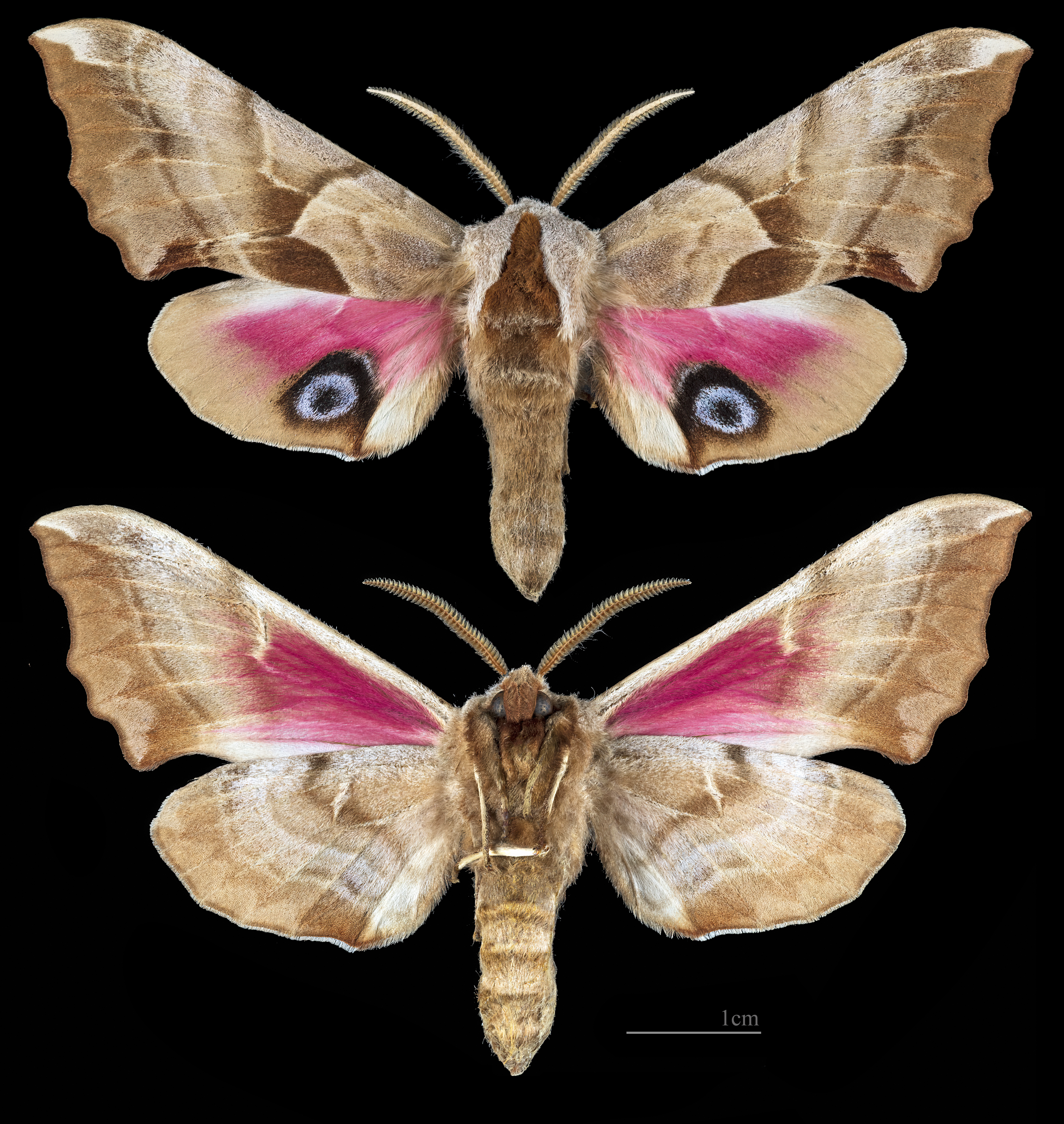
Smerinthus ophthalmica
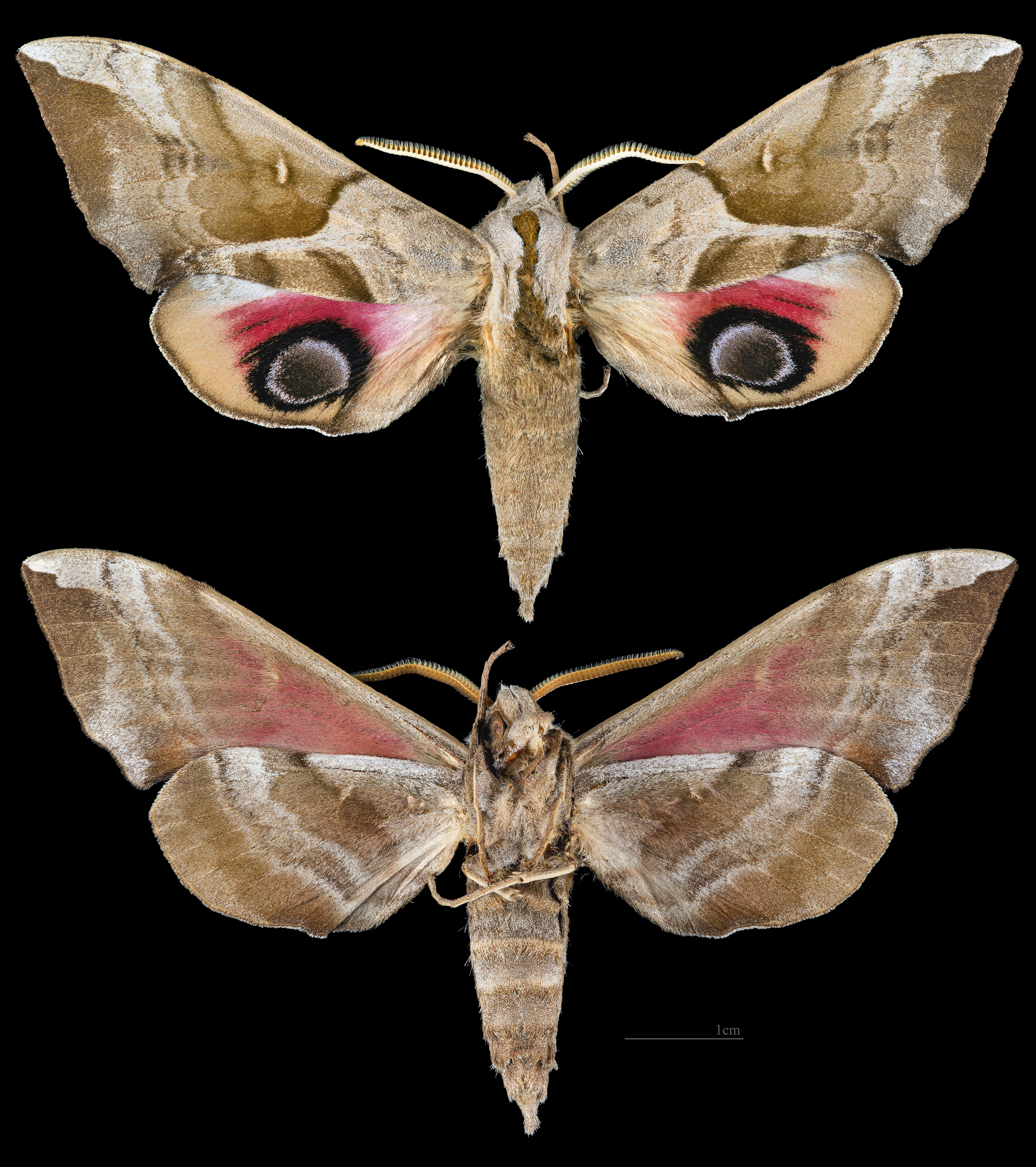
Smerinthus planus
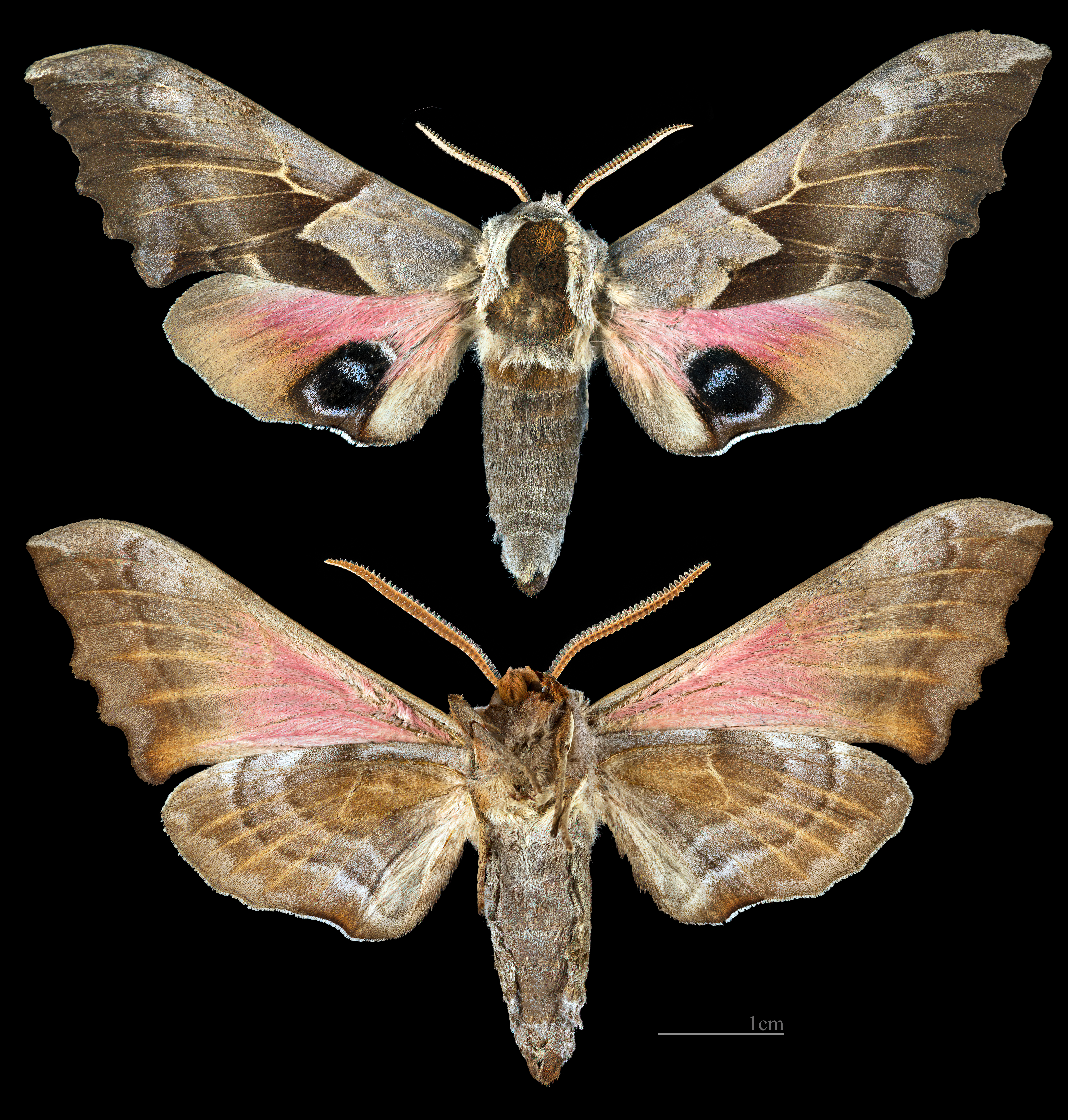
Smerinthus saliceti
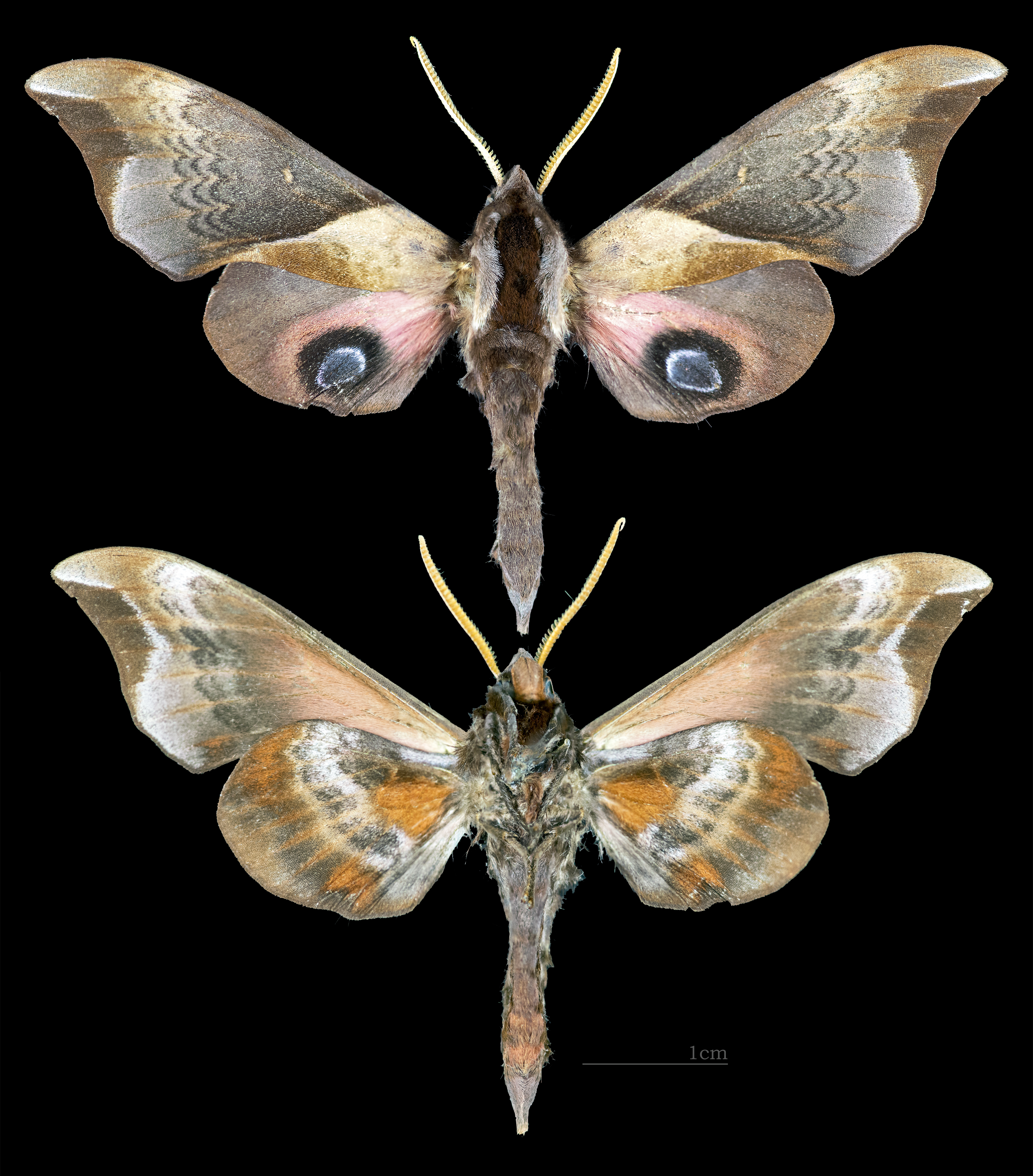
Smerinthus szechuanus
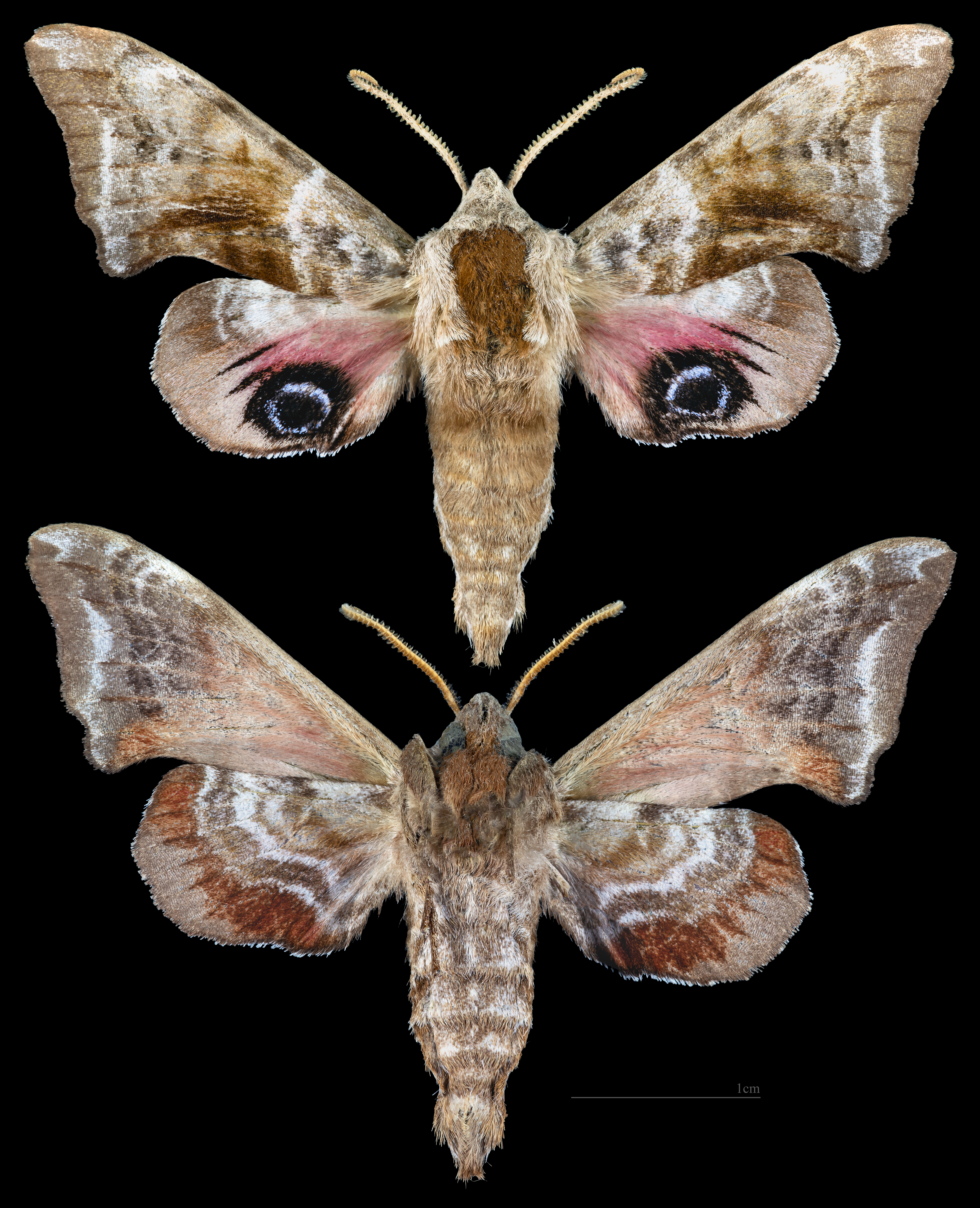
Smerinthus tokyonis

- Datos: Q135340
- Multimedia: Smerinthus / Q135340
- Especies: Smerinthus